# Л̣
Cette page contient des caractères spéciaux ou non latins. S’ils s’affichent mal (▯, ?, etc.), consultez la page d’aide Unicode.
Л̣ (minuscule : л̣), appelé el point souscrit, est une lettre additionnelle de l’alphabet cyrillique utilisée dans la cyrillisation de l’alphabet arabe. Elle est composée du el ‹ Л › diacrité d’un point souscrit.

## Utilisations
Dans certaines cyrillisations de l’alphabet arabe, dont celle utilisée par Nikolaï Vladimirovitch Iouchmanov (ru), le el point souscrit ‹ л̣ › translittère le lām, prononcé comme une consonne spirante latérale alvéolaire vélarisée voisée [ɫ], dans le nom d’Allah ‹ اللَّٰه › translittéré ‹ ал̣л̣а̄х ›.

## Représentation informatique
Le el point souscrit peut être représenté avec les caractères Unicode suivants :
- décomposé (cyrillique, diacritiques) :

| formes    | représentations | chaînes de caractères | points de code | descriptions                                              |
| --------- | --------------- | --------------------- | -------------- | --------------------------------------------------------- |
| capitale  | Л̣               | Л◌̣                    | U+041B U+0323  | lettre majuscule cyrillique el diacritique point souscrit |
| minuscule | л̣               | л◌̣                    | U+043B U+0323  | lettre minuscule cyrillique el diacritique point souscrit |